# جويل فييرا بيريرا
جويل فييرا بيريرا (28 سبتمبر 1996 في البرتغال - ) هو لاعب كرة قدم برتغالي في مركز الدفاع.

## وصلات خارجية
- جويل فييرا بيريرا على موقع الاتحاد الأوربي (الإنجليزية)
- جويل فييرا بيريرا على موقع قاعدة بيانات كرة القدم.إي يو (الإنجليزية)
- جويل فييرا بيريرا على موقع Soccerway.com (الإنجليزية)